# El amante liberal
El amante liberal, integrada en les Novelas ejemplares reuneix elements de la novel·la morisca i la bizantina, tot i que alhora critica implícitament alguns aspectes d'aquesta darrera.
A la novel·la apareix, al costat del tema de l'amor generós, el de la captivitat, que en Cervantes té tints biogràfics, encara que s'hi afegeixin d'altres inventats.

## Argument
Ricardo és un cavaller sicilià que està captiu a Turquia i que conta al seu amic, el renegat Mahamut, la causa del seu captiveri.
A Trápani vivia una donzella que es deia Leonisa, d'una gran bellesa, cantada per tots els poetes: que tenia els cabells d'or, que els seus ulls eren dos resplendents sols i les seves galtes, purpúries roses. Les seves dents, perles, els seus llavis, robins, la seva gola, alabastre, i que les seves parts amb el tot i el tot amb les seves parts feien una meravellosa i concertada harmonia.
Ricardo se n'enamora però no és correspost, ja que pel que sembla ella sent inclinació per Cornelio. Durant una baralla entre Ricardo i Cornelio i els seus parents en un jardí de la costa, apareixen els turcs, que capturen Ricardo i Leonisa, mentre que Corneli pot fugir a temps. Les desventures els separen, i Ricardo arriba a creure que Leonisa ha mort durant una tempesta. Un cop acabat el relat de Ricardo, trobant-se junts els nobles turcs Alí i Hazan i el cadí de la ciutat, arriba un jueu que vol vendre una bellíssima cristiana, que no és altra que Leonisa.
Alí i Hazan es proposen adquirir la noia per al Gran Turc, però guardant el secret desig de gaudir-la. El Cadí, que també la vol, pren una determinació: quedar-se amb ella i enviar-la al Gran Turc en nom d'Alí i de Hazan. Més tard, Ricardo es posa d'acord amb Mahamut i entra al servei del Cadí.
L'acció a partir d'aquí es complica, ja que el senyor encarrega als dos criats la missió de convèncer Leonisa perquè accedeixi als seus desitjos. Mentrestant, l'esposa del Cadí, que es deia Halima, comença a sentir atracció per Ricardo, i per això encarrega a Leonisa una missió semblant. Tot açò fa que es produeixi la trobada i reconeixement d'ambdós. Mentrestant, com Ali i Hazan reclamen que lliuren l'esclava al Gran Turc, els dos criats proposen al seu senyor un ardit perquè durant el viatge es puguin realitzar els seus desitjos fent desaparèixer la seva dona.
Ells, d'altra banda, ja tenen preparat un altre pla per poder escapar amb Leonisa, mentre que Halima també creu tenir el seu.
El vaixell del Cadí es veu sobtadament atacat per dues naus, una de pirates i una altra de cristians, que realment no són sinó les naus d'Alí i de Hazan, que pretenen capturar Leonisa. Ambdues naus lluitaran fins a destrossar-se. Ricardo i Mahamut aconsegueixen així fer-se amos de la situació i retornar feliços a Sicília.
Però Ricardo, en arribar, no vol més recompensa que la felicitat de Leonisa. I per això, creient que ella estava encara enamorada de Corneli, L'hi lliura generosament. La mateixa Leonisa reaccionarà manifestant que la seva voluntat abans dubtosa era ara decididament favorable a Ricardo la fama del qual surt dels termes de Sicília i s'estén per tots els d'Itàlia i de moltes llocs, sota el nom de L'amant liberal.